# ژنگ منژی

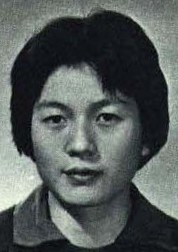
ژنگ منژی در سال ۱۹۶۵

ژنگ منژی (انگلیسی: Zheng Minzhi؛ زادهٔ ) یک بازیکن تنیس روی میز اهل جمهوری خلق چین است. 
وی در مسابقات کشوری و بین‌المللی در مجموع برنده ۳ مدال طلا، ۲ مدال نقره شده‌است.